# سلسفي متورم
السلسفي المتورم (باللاتينية: Scorzonera tuberculata) نوع نباتي ينتمي إلى جنس السلسفي من الفصيلة النجمية.

## الموئل والانتشار
موطنه بلاد الشام.